# Vojska Republike Srpske
L'Esercito della Repubblica Serba di Bosnia ed Erzegovina (in serbo: Војска Републике Српске (ВРС); in bosniaco e croato, Vojska Republike Srpske (VRS)), anche definito Esercito Serbo-Bosniaco, era l'esercito della Repubblica Serba di Bosnia ed Erzegovina.
A partire dal 2003, quest'arma iniziò ad integrarsi con l'Armata della Repubblica di Bosnia ed Erzegovina (controllata dal Ministero della Difesa della Bosnia ed Erzegovina) e nel 2005 fu stanziato un contingente unico comprendente serbi, bosgnacchi e croati per aiutare le forze armate statunitensi in Iraq.
Il processo di inserimento nelle forze armate è stato completato il 6 giugno 2006.

## Storia
L'esercito venne fondato il 12 maggio 1992 dalle forze armate della vecchia Armata Popolare Jugoslava, l'esercito dell'ex Repubblica Federale Socialista di Jugoslavia dal quale la Bosnia Erzegovina si era separata lo stesso anno. L'esercito contava circa 80.000 soldati durante la Guerra in Bosnia (1992-1995).

Organizzazione territoriale

Il VRS era composto quasi interamente da ufficiali serbi ortodossi e da reclute provenienti dalla Bosnia Erzegovina. Le formazioni militari che combatterono per la Repubblica Serba di Bosnia comprendevano inoltre diverse unità paramilitari serbe, così come russi, greci e altri volontari pronti a combattere per la causa serba. Erano inoltre presenti pochi bosniaci musulmani, per la maggior parte provenienti dalle aree di Teslić e Derventa (il maggiore Ismet Đuherić e la sua compagnia consisteva di 120 uomini, composti da serbi e croati) nel nord del Paese.
Il VRS è uno di alcuni dei gruppi che sono stati accusati di crimini di guerra in Bosnia Erzegovina contro i bosniaci e i croati. Il leader del VRS era il generale Ratko Mladić, che venne accusato davanti al Tribunale penale internazionale per l'ex-Jugoslavia di genocidio (così come altri ufficiali serbi di alto grado) e venne arrestato il 26 maggio 2011.
Il 6 giugno 2006 l'Esercito della Repubblica Serba di Bosnia è stato abolito ed integrato nelle Forze Armate della Bosnia Erzegovina.

## Equipaggiamento
- Veicoli
  - 90x TAM-130 6X6
  - 68x TAM-5000 8X8
- Carri armati
  - 85x M-84 Principali carri armati da battaglia
  - 100x T-55 Carri armati da battaglia secondari
  - 1x PT-76 Carro armato leggero
- Veicoli trasporto truppe e Veicoli da combattimento della fanteria
  - 1x BRDM-2 (in seguito ritirato)
  - 2x BTR-50 (in seguito ritirati)
  - 60x BVP M80
  - 40x M-60P APC
  - 11 BOV-VP
  - 10 BTR-80
- Artiglieria
  - 5x 2S1
  - 20x M-63 "Plamen"
  - 5x M-77 "Oganj"
  - 2x M-87 "Orkan"
  - e molti altri calibri di artiglieria trainati di origine sovietica e iugoslava
- Difesa antiaerea
  - 8x BOV-3/30
  - 5x ZSU-57-2 (in seguito ritirati)
  - ?x SA-6 Gainful
- Armi leggere
  - Zastava M76

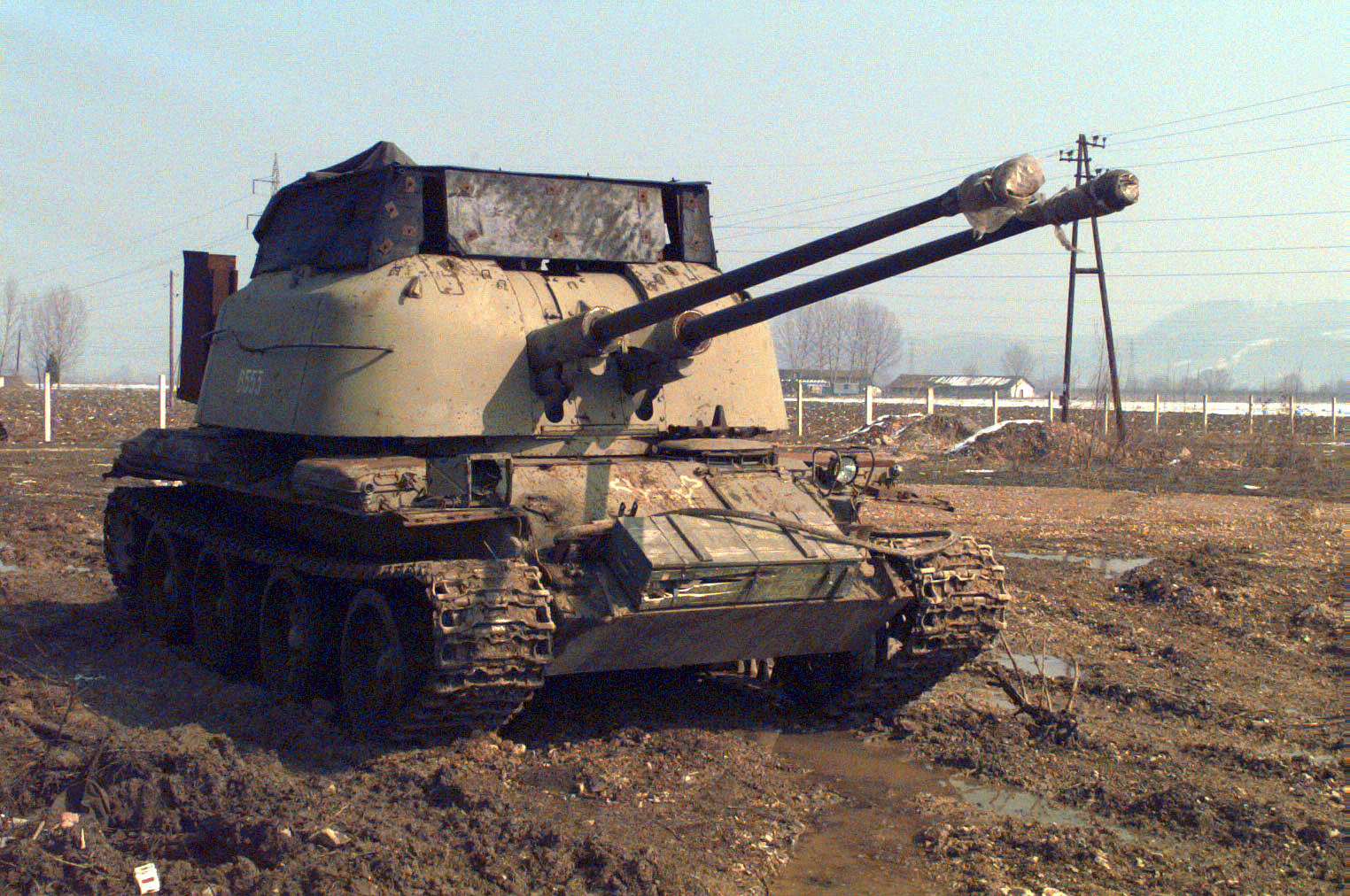
ZSU-57-2
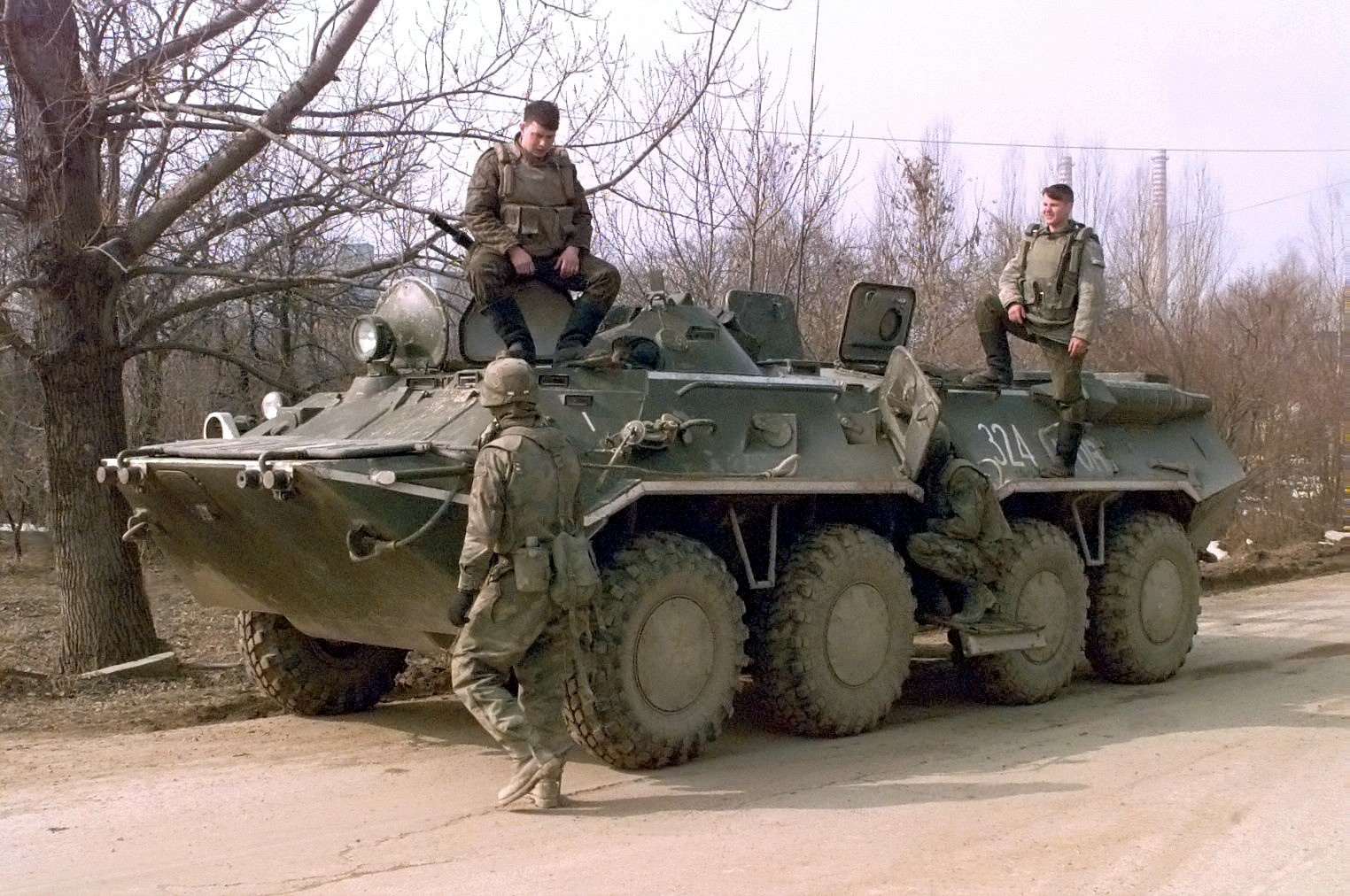
BTR-80

## Inventario dei velivoli della Forza aerea della Repubblica Serba di Bosnia ed Erzegovina
È nota comunemente con la sua prima denominazione, Ratno Vazduhoplovstva i protivvazdušna odbrana Vojske Republike Srpske, o con la sua versione abbreviata RV i PVO RS. Dal 1º giugno 2004 le Forze aeree della Repubblica Serba di Bosnia ed Erzegovina viene ufficialmente ridenominata:
- 1[2] Puk Vazduhoplovstva i protivvazdušna odbrana Vojske Republike Srpske o V i PVO VRS

(1º Reggimento aereo e Forza di difesa aerea dell'Esercito della Repubblica Serba).